# شتادلهوفن
شتادلهوفن (به آلمانی: Stadelhofen) یک شهر در آلمان است که در بامبرگ واقع شده‌است. شتادلهوفن ۱٬۲۵۶ نفر جمعیت دارد.